# Dekanat Skoczów
Dekanat Skoczów – jeden z 23 dekanatów katolickich wchodzących w skład diecezji bielsko-żywieckiej, w którego skład wchodzi 11 parafii, które w 2005 zamieszkiwało łącznie ponad 26 tysięcy wiernych.

## Historia
Do momentu utworzenia dekanatu skoczowskiego z dniem 16 sierpnia 1777 Skoczów podlegał dekanatowi cieszyńskiemu. Początkowo podlegały mu parafie: Skoczów, Dębowiec, Grodziec, Strumień, Pruchna i Brenna. Dekanat podlegał komisariatowi cieszyńskiemu i wikariatowi generalnemu austriackiej części diecezji wrocławskiej. W połowie XIX wieku na dekanat składały się 4 parafie (Skoczów, Brenna, Dębowiec, Grodziec) i 2 lokalie (Lipowiec i Pierściec).
W 1919 dekanat posiadał 6 parafii i 1 lokalia: Dębowiec, Brenna, Grodziec, Górki Wielkie, Lipowiec (lokalia), Pierściec i Skoczów. W 1925 roku utworzono nową diecezję katowicką, w skład której weszły parafie dekanatu skoczowskiego. Według schematyzmu diecezji katowickiej z 1927 dekanat skoczowski nadal składał się z powyższych 7 parafii, jak również w 1938.

## Przełożeni
- Dziekan: ks. Ignacy Czader
- Wicedziekan: ks. Zbigniew Macura
- Ojciec duchowny: o. dr Wit Chlondowski OFM[8]
- Duszpasterz Służby Liturgicznej: ks. Dariusz Byrski
- Dekanalny Wizytator Katechizacji: ks. Grzegorz Pal
- Dekanalny Duszpasterz Rodzin: o. Zygmunt Moćko OFM
- Dekanalny Duszpasterz Młodzieży: ks. Michał Gajzler

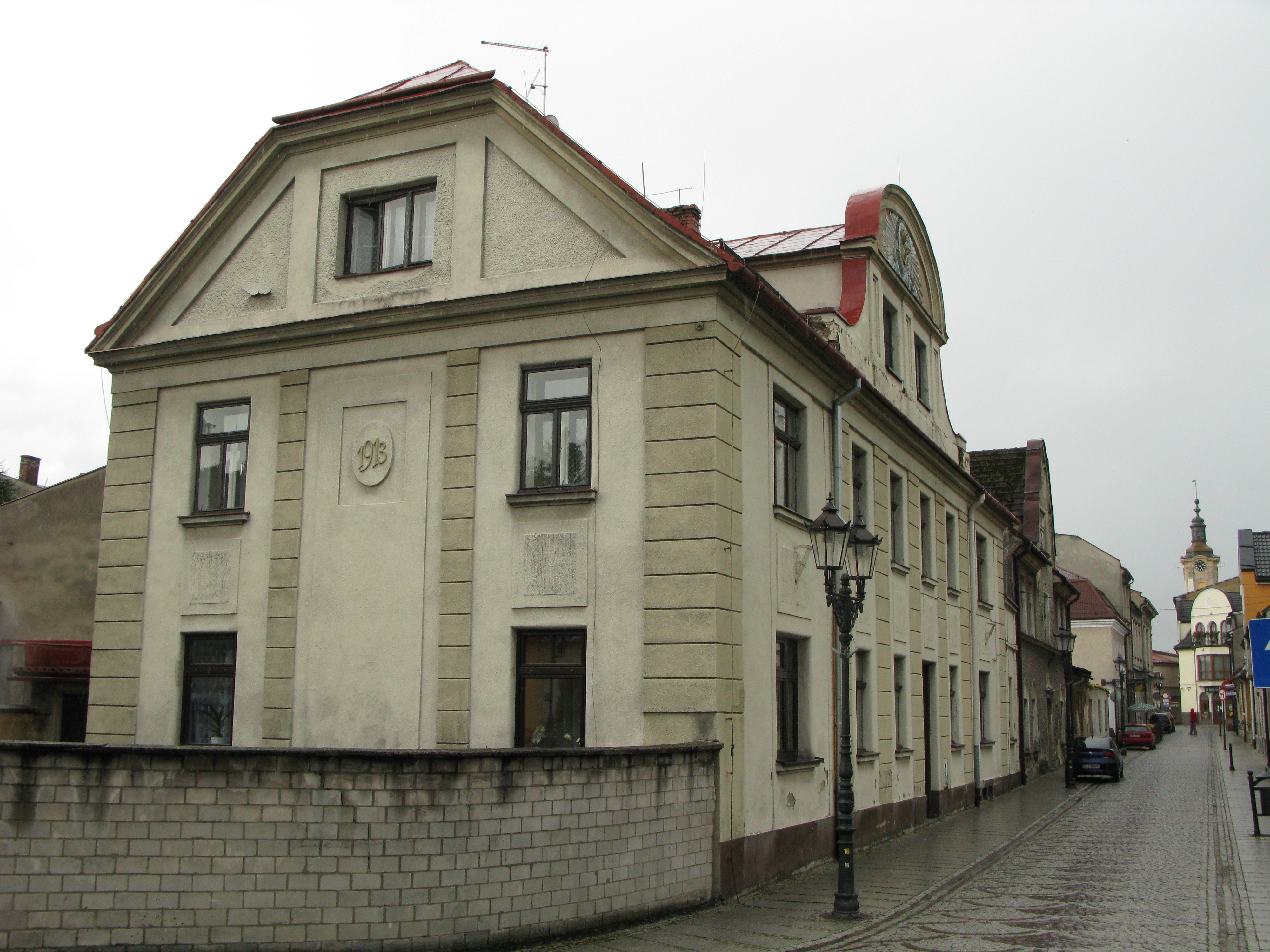
Siedziba dziekana

## Parafie
- Parafia św. Jana Chrzciciela w Brennej
- Parafia św. Jana Nepomucena w Brennej-Leśnicy
- Parafia św. Małgorzaty w Dębowcu
- Parafia Wszystkich Świętych w Górkach Wielkich
- Parafia św. Jana Sarkandra w Górkach Wielkich
- Parafia św. Mikołaja w Pierśćcu
- Parafia Najświętszej Maryi Panny Królowej Polski w Pogórzu
- Parafia św. Jakuba Apostoła w Simoradzu
- Parafia Świętych Apostołów Piotra i Pawła w Skoczowie
- Parafia Matki Bożej Różańcowej w Skoczowie
- Parafia Znalezienia Krzyża Świętego w Skoczowie